# The Gods We Can Touch
The Gods We Can Touch è il quarto album in studio della cantante norvegese Aurora, pubblicato il 21 gennaio 2022 su etichette discografiche Decca Records e Glassnote Records.
L'album è stato preceduto da sei singoli, Exist for Love, Cure for Me, Giving In to the Love, Heathens, A Dangerous Thing ed Everything Matters, quest'ultimo con ospite la cantante francese Pomme.

## Tracce
1. The Forbidden Fruits of Eden – 0:40 (Aurora Aksnes)
2. Everything Matters (feat. Pomme) – 3:33 (Aurora Aksnes, Claire Pommet, Jamie Hartman)
3. Giving In to the Love – 3:01 (Aurora Aksnes, Magnus Skylstad)
4. Cure for Me – 3:18 (Aurora Aksnes, Magnus Skylstad)
5. You Keep Me Crawling – 2:59 (Aurora Aksnes, Magnus Skylstad)
6. Exist for Love – 4:10 (Aurora Aksnes, Glen Roberts, Magnus Skylstad)
7. Heathens – 3:45 (Aurora Aksnes, Magnus Skylstad, Odd Martin Skalnes)
8. The Innocent – 3:27 (Aurora Aksnes, Glen Roberts, Magnus Skylstad)
9. Exhale, Inhale – 3:32 (Aurora Aksnes, Glen Roberts, Magnus Skylstad)
10. A Temporary High – 3:23 (Aurora Aksnes, Magnus Skylstad)
11. A Dangerous Thing – 3:35 (Aurora Aksnes, Martin Sjølie)
12. Artemis – 2:38 (Aurora Aksnes)
13. Blood in the Wine – 3:29 (Aurora Aksnes, Askjell Solstrand, Fredrik Svabø)
14. This Could Be a Dream – 4:08 (Aurora Aksnes, Magnus Skylstad)
15. A Little Place Called the Moon – 4:10 (Aurora Aksnes, Matias Tellez)

## Classifiche
| Classifica (2022) | Posizione massima |
| ----------------- | ----------------- |
| Austria           | 24                |
| Francia           | 56                |
| Norvegia          | 1                 |
| Paesi Bassi       | 23                |
| Polonia           | 31                |
| Spagna            | 53                |
| Slovacchia        | 70                |